# Битва на Косовому полі (фільм)
«Битва на Косовому полі» (серб. Бој на Косову) — історичний фільм, присвячений битві на Косовому полі. Він був знятий у 1989 році, до 600-ї річниці битви.

## Сюжет
1389 рік. Турецьке військо під проводом султана Мурада наступає на Сербію. Сербський князь Лазар відмовляється підкоритись султану і вирішує прийняти бій.
Серед сербських вельмож немає єдності. Частина готова прийняти бій, але частина вагається - вони хочуть зберегти свою владу, навіть ціною покори туркам.
Сербське військо вирушає на Косово поле. У кровопролитній битві, яка не виявила переможців, гинуть Мурад та Лазар. Але Косівська битва виграна - не за сербську державу, яка незабаром підпала під владу турків, а за Європу, врятовану тілами сербських героїв.

## В ролях
- Мілош Жутич — Лазар Хребелянович
- Горіца Попович — княгиня Мілиця
- Воїслав Брайович — Вук Бранкович
- Жарко Лаушевич — Мілош Обилич
- Люба Тадіч — Мурад I
- Браніслав Лечич — Баязід I Блискавичний
- Марко Бачевич — Якуб Челебі
- Катарина Гойкович — Косівська дівчина
- Светлозар Цветкович — Мілан Топлиця
- Мілан Гутович — Іван Косанчич
- Велімір Бата Живоїнович — серб Хамза
- Неманя Станішич — Стефан Лазаревич
- Танасіє Узунович — Герасим (Нікола Бранкович)